# Don Correia
Don Correia (San Jose, 28 agosto 1951) è un ballerino, attore e coreografo statunitense.

## Biografia
Nato in California, a San Jose, Don Correia ha lavorato in teatro, al cinema e in televisione. Nel 1983, nel musical tv Parade of Stars di Clark Jones, ha ricoperto il ruolo di Vernon Castle facendo coppia con la moglie Sandy Duncan che interpretava Irene Castle. Per il cinema ha curato la parte coreografica di Ho sposato un'aliena, film con Kim Basinger del 1988. Appare anche nella scena del ricevimento in Tutti dicono I Love You di Woody Allen.
A Broadway, è stato protagonista di diverse commedie musicali, tra cui la versione teatrale del 1985 di Singin' in the Rain, dove ha interpretato la parte di Don Lockwood, quella che, sullo schermo, era stata di Gene Kelly. La regia e le coreografie dello spettacolo erano di Twyla Tharp; Don Correia fu nominato ai Tony Award 1986 come miglior attore di musical.

## Vita privata
Nel 1980 Correia si era sposato con la collega Sandy Duncan, nota cantante, attrice e ballerina, nonché popolare personaggio televisivo. Dal loro matrimonio sono nati due figli, Jeffrey (nato nel 1983) e Michael (nato nel 1984).

## Spettacoli teatrali
- A Chorus Line (Broadway, 25 luglio 1975)
- Perfectly Frank (Broadway, 30 novembre 1980)
- Sophisticated Ladies (Broadway, 1º marzo 1981)
- Little Me (Broadway, 21 gennaio 1982)
- My One And Only (Broadway, 1º maggio 1983)
- Singin' in the Rain (Broadway, 2 luglio 1985)
- Follies (Broadway, 5 aprile 2001)
- Follies (Broadway, 12 settembre 2011)

## Filmografia
- Pinocchio, regia di Ron Field e Sid Smith (1976)
- Parade of Stars, regia di Clark Jones (1983) (1976)
- Once Upon a Brothers Grimm, regia di Norman Campbell (1976)
- Tutti dicono I Love You (Everyone Says I Love You), regia di Woody Allen (1996)